# Saison 5 de The Resident
 (mai 2022).
Si vous disposez d'ouvrages ou d'articles de référence ou si vous connaissez des sites web de qualité traitant du thème abordé ici, merci de compléter l'article en donnant les références utiles à sa vérifiabilité et en les liant à la section « Notes et références ».
Chronologie
Saison 4 Saison 6
Cet article présente le guide des épisodes de la cinquième saison de la série télévisée américaine  The Resident.

## Généralités
- Aux États-Unis, cette saison est diffusée du 21 septembre 2021[2] au 17 mai 2022.
- Au Canada, elle a été diffusée en simultané sur le réseau CTV.
- En France, elle est diffusée depuis le 6 septembre 2022 sur Warner TV.

## Distribution

### Acteurs principaux
- Matt Czuchry (VF : Ludovic Baugin) : Resident Conrad Hawkins
- Manish Dayal (VF : Nathanel Alimi) : Dr Devon Pravesh
- Bruce Greenwood (VF : Bernard Lanneau) : Dr Randolph Bell
- Malcolm-Jamal Warner (VF : Bertrand Dingé) : Dr AJ Austin
- Glenn Morshower (VF : Richard Leroussel) : Marshall Winthrop
- Jane Leeves (VF : Laurence Dourlens) : Kitt Voss
- Jessica Lucas : Dr Billie Sutton, résidente en neurochirurgie
- Anuja Joshi : Dr Leela Devi, nouvelle interne en chirurgie
- Miles Fowler : Trevor Daniels, fils abandonné de Billie (épisodes 2 à 16)

### Acteurs récurrents
- Michael Hogan : Dr Albert Nolan, chirurgien traumatologue
- Tasso Feldman (VF : Stéphane Marais) : Dr Irving Feldman, médecin urgentiste
- Jessica Miesel (VF : Diane Kristanek) : Infirmière Jessica Moore
- Catherine Dyer (en) (VF : Audrey Sourdive) : Infirmière Alexis Stevens
- Vince Foster (VF : Jean Rieffel) : Dr Paul Chu
- Denitra Isler (VF : Julie François) : Infirmière Ellen Hundley
- Corbin Bernsen (VF : Philippe Peythieu) : Kyle Nevin, père de Nic
- Radek Lord (VF : Igor Chometowski) : Grayson Betournay
- Michael Paul Chan : Yee Austin
- Denise Dowse (en) : Carol Austin
- Rob Yang : Logan Kim
- Shazi Raja (VF : Delphine Rivière) : Nadine Suheimat
- Conrad Ricamora : Jake Wong
- Nichelle Hines (VF : Laurence Charpentier) : Nichelle Randall
- Cara Ricketts (VF : Virginie Emane) : Rose Williams
- Stephen Wallem : Winston Robards
- Aneesha Joshi : Padma Devi, sœur jumelle de Leela
- Kaley Ronayne : Dr Kincaid « Cade » Sullivan
- Scott Cohen : Dr Robert Porter

### Invités
- Emily VanCamp (VF : Cindy Tempez) : Infirmière Nicolette « Nic » Nevin (épisode 23)

## Épisodes

### Épisode 1:Super papa
- États-Unis /  Canada : 21 septembre 2021 sur Fox / CTV
- France : 
  - 6 septembre 2022 sur Warner TV
  - 15 février 2023 sur TF1

- États-Unis : 3,03 millions de téléspectateurs (première diffusion)

### Épisode 2:Un ennemi insidieux
- États-Unis /  Canada : 28 septembre 2021 sur Fox / CTV
- France : 
  - 6 septembre 2022 sur Warner TV
  - 15 février 2023 sur TF1

- États-Unis : 2,96 millions de téléspectateurs (première diffusion)

### Épisode 3:Le don de la vie
- États-Unis /  Canada : 5 octobre 2021 sur Fox / CTV
- France : 
  - 13 septembre 2022 sur Warner TV
  - 15 février 2023 sur TF1

- États-Unis : 3,11 millions de téléspectateurs (première diffusion)

### Épisode 4:Et maintenant?
- États-Unis /  Canada : 12 octobre 2021 sur Fox / CTV
- France : 
  - 13 septembre 2022 sur Warner TV
  - 22 février 2023 sur TF1

- États-Unis : 2,94 millions de téléspectateurs (première diffusion)

### Épisode 5:Fantômes du passé
- États-Unis /  Canada : 19 octobre 2021 sur Fox / CTV
- France : 
  - 20 septembre 2022 sur Warner TV
  - 22 février 2023 sur TF1

- États-Unis : 3,31 millions de téléspectateurs (première diffusion)

### Épisode 6:Demandez à votre médecin
- États-Unis /  Canada : 9 novembre 2021 sur Fox / CTV
- France : 
  - 20 septembre 2022 sur Warner TV
  - 22 février 2023 sur TF1

- États-Unis : 3 millions de téléspectateurs (première diffusion)

### Épisode 7:Nos choix de vie
- États-Unis /  Canada : 16 novembre 2021 sur Fox / CTV
- France : 
  - 27 septembre 2022 sur Warner TV
  - 1er mars 2023 sur TF1

- États-Unis : 3,02 millions de téléspectateurs (première diffusion)

### Épisode 8:Rompre avec les habitudes
- États-Unis /  Canada : 23 novembre 2021 sur Fox / CTV
- France : 
  - 27 septembre 2022 sur Warner TV
  - 1er mars 2023 sur TF1

- États-Unis : 3,02 millions de téléspectateurs (première diffusion)

### Épisode 9:Soignants sous pression
- États-Unis /  Canada : 30 novembre 2021 sur Fox / CTV
- France : 
  - 4 octobre 2022 sur Warner TV
  - 1er mars 2023 sur TF1

- États-Unis : 3,39 millions de téléspectateurs (première diffusion)

### Épisode 10:Médecine de terrain
- États-Unis /  Canada : 7 décembre 2021 sur Fox / CTV
- France : 
  - 4 octobre 2022 sur Warner TV
  - 8 mars 2023 sur TF1

- États-Unis : 3,02 millions de téléspectateurs (première diffusion)

### Épisode 11:Droit au cœur
- États-Unis /  Canada : 1er février 2022 sur Fox / CTV
- France : 
  - 11 octobre 2022 sur Warner TV
  - 8 mars 2023 sur TF1

- États-Unis : 3,33 millions de téléspectateurs (première diffusion)

### Épisode 12:Seule contre tous
- États-Unis /  Canada : 8 février 2022 sur Fox / CTV
- France : 
  - 11 octobre 2022 sur Warner TV
  - 8 mars 2023 sur TF1

- États-Unis : 3,36 millions de téléspectateurs (première diffusion)

### Épisode 13:Attaques virales
- L'avis des autres (France)

- États-Unis /  Canada : 15 février 2022 sur Fox / CTV
- France : 
  - 18 octobre 2022 sur Warner TV
  - 15 mars 2023 sur TF1

- États-Unis : 3,23 millions de téléspectateurs (première diffusion)

### Épisode 14:Saut dans le vide
- États-Unis /  Canada : 22 février 2022 sur Fox / CTV
- France : 
  - 18 octobre 2022 sur Warner TV
  - 15 mars 2023 sur TF1

- États-Unis : 3,09 millions de téléspectateurs (première diffusion)

### Épisode 15:Le choix de se battre
- États-Unis /  Canada : 8 mars 2022 sur Fox / CTV
- France : 
  - 15 mars 2023 sur TF1

- États-Unis : 3,14 millions de téléspectateurs (première diffusion)

### Épisode 16:Le plus beau métier du monde
- États-Unis /  Canada : 29 mars 2022 sur Fox / CTV
- France : 
  - 22 mars 2023 sur TF1

- États-Unis : 3,14 millions de téléspectateurs (première diffusion)

### Épisode 17:Zones grises
- États-Unis /  Canada : 5 avril 2022 sur Fox / CTV
- France : 
  - 22 mars 2023 sur TF1

- États-Unis : 3,50 millions de téléspectateurs (première diffusion)

### Épisode 18:A la vie, à la mort
- États-Unis /  Canada : 12 avril 2022 sur Fox / CTV
- France : 
  - 22 mars 2023 sur TF1

- États-Unis : 3,13 millions de téléspectateurs (première diffusion)

### Épisode 19:Il ne reste que le présent
- États-Unis /  Canada : 19 avril 2022 sur Fox / CTV
- France : 
  - 29 mars 2023 sur TF1

- États-Unis : 3,01 millions de téléspectateurs (première diffusion)

### Épisode 20:A la croisée des chemins
- États-Unis /  Canada : 26 avril 2022 sur Fox / CTV
- France : 
  - 29 mars 2023 sur TF1

- États-Unis : 3,05 millions de téléspectateurs (première diffusion)

### Épisode 21:Le risque existe
- États-Unis /  Canada : 3 mai 2022 sur Fox / CTV
- France : 
  - 29 mars 2023 sur TF1

- États-Unis : 3,18 millions de téléspectateurs (première diffusion)

### Épisode 22:La preuve est faite
- États-Unis /  Canada : 10 mai 2022 sur Fox / CTV
- France : 
  - 5 avril 2023 sur TF1

- États-Unis : 2,85 millions de téléspectateurs (première diffusion)

### Épisode 23:Sous la lumière des néons
- États-Unis /  Canada : 17 mai 2022 sur Fox / CTV
- France : 
  - 5 avril 2023 sur TF1

- États-Unis : 2,90 millions de téléspectateurs (première diffusion)

- Emily VanCamp